# Grand Prix moto d'Allemagne 1997
Le  Grand Prix moto d'Allemagne 1997 est la neuvième manche du championnat du monde de vitesse moto 1997. La compétition s'est déroulée du 18 au 20 juillet 1997 sur le Nürburgring. C'est la 61e édition du Grand Prix moto d'Allemagne.

## Classement final 500 cm3
| Pos  | Pilote              | Constructeur | Temps/Écart     | Points |
| ---- | ------------------- | ------------ | --------------- | ------ |
| 1    | Mickael Doohan      | Honda        | 44 min 55 s 117 | 25     |
| 2    | Tadayuki Okada      | Honda        | +5 s 690        | 20     |
| 3    | Takuma Aoki         | Honda        | +24 s 873       | 16     |
| 4    | Nobuatsu Aoki       | Honda        | +25 s 157       | 13     |
| 5    | Doriano Romboni     | Aprilia      | +35 s 884       | 11     |
| 6    | Alex Barros         | Honda        | +38 s 907       | 10     |
| 7    | Sete Gibernau       | Yamaha       | +39 s 541       | 9      |
| 8    | Juan Borja          | Elf 500      | +52 s 475       | 8      |
| 9    | Anthony Gobert      | Suzuki       | +55 s 283       | 7      |
| 10   | Alberto Puig        | Honda        | +55 s 436       | 6      |
| 11   | Jurgen vd Goorbergh | Honda        | +55 s 794       | 5      |
| 12   | Daryl Beattie       | Suzuki       | +1 min 02 s 772 | 4      |
| 13   | Jurgen Fuchs        | Elf 500      | +1 min 17 s 345 | 3      |
| 14   | Bernard Garcia      | Honda        | +1 min 22 s 292 | 2      |
| 15   | Kirk McCarthy       | ROC Yamaha   | +1 tour         | 1      |
| 16   | Laurent Naveau      | ROC Yamaha   | +1 tour         |        |
| Abd. | Lucio Pedercini     | ROC Yamaha   | Abandon         |        |
| Abd. | Norifumi Abe        | Yamaha       | Abandon         |        |
| Abd. | Luca Cadalora       | Yamaha       | Abandon         |        |
| Abd. | Carlos Checa        | Honda        | Abandon         |        |
| Abd. | Frédéric Protat     | Honda        | Abandon         |        |
| Abd. | Jean-Michel Bayle   | Modenas      | Abandon         |        |
| Abd. | Kenny Roberts Jr    | Modenas      | Abandon         |        |

## Classement final 250 cm3
| Pos  | Pilote               | Constructeur | Temps/Écart     | Points |
| ---- | -------------------- | ------------ | --------------- | ------ |
| 1    | Tetsuya Harada       | Aprilia      | 42 min 36 s 407 | 25     |
| 2    | Olivier Jacque       | Honda        | +0 s 093        | 20     |
| 3    | Ralf Waldmann        | Honda        | +0 s 106        | 16     |
| 4    | Max Biaggi           | Honda        | +0 s 135        | 13     |
| 5    | Loris Capirossi      | Aprilia      | +28 s 183       | 11     |
| 6    | Tohru Ukawa          | Honda        | +34 s 325       | 10     |
| 7    | Noriyasu Numata      | Suzuki       | +41 s 082       | 9      |
| 8    | Jeremy McWilliams    | Honda        | +41 s 082       | 8      |
| 9    | Haruchika Aoki       | Honda        | +42 s 656       | 7      |
| 10   | Emilio Alzamora      | Honda        | +53 s 170       | 6      |
| 11   | Franco Battaini      | Yamaha       | +59 s 502       | 5      |
| 12   | Giuseppe Fiorillo    | Aprilia      | +1 min 12 s 687 | 4      |
| 13   | Takeshi Tsujimura    | TSR-Honda    | +1 min 14 s 481 | 3      |
| 14   | Luca Boscoscuro      | Honda        | +1 min 17 s 778 | 2      |
| 15   | Cristiano Migliorati | Honda        | +1 min 18 s 013 | 1      |
| 16   | Sebastian Porto      | Aprilia      | +1 min 18 s 245 |        |
| 17   | Luis d'Antin         | Yamaha       | +1 min 18 s 483 |        |
| 18   | Osamu Miyazaki       | Yamaha       | +1 min 18 s 519 |        |
| 19   | Oliver Petrucciani   | Aprilia      | +1 min 18 s 883 |        |
| 20   | William Costes       | Honda        | +1 min 19 s 530 |        |
| 21   | Eustaquio Gavira     | Aprilia      | +1 min 32 s 590 |        |
| 22   | Kurtis Roberts       | Honda        | +1 tour         |        |
| 23   | Jurgen Lingg         | Honda        | +1 tour         |        |
| 24   | Matthias Neukirchen  | Yamaha       | +1 tour         |        |
| 25   | Stefan Kruse         | Honda        | +1 tour         |        |
| Abd. | Idalio Gavira        | Aprilia      | Abandon         |        |
| Abd. | Jamie Robinson       | Suzuki       | Abandon         |        |
| Abd. | José Luis Cardoso    | Yamaha       | Abandon         |        |
| Abd. | Stefano Perugini     | Aprilia      | Abandon         |        |

## Classement final 125 cm3
| Pos  | Pilote             | Constructeur | Temps/Écart     | Points |
| ---- | ------------------ | ------------ | --------------- | ------ |
| 1    | Valentino Rossi    | Aprilia      | 48 min 05 s 749 | 25     |
| 2    | Yoshiaki Katoh     | Yamaha       | +0 s 569        | 20     |
| 3    | Manfred Geissler   | Aprilia      | +13 s 523       | 16     |
| 4    | Frédéric Petit     | Honda        | +39 s 485       | 13     |
| 5    | Lucio Cecchinello  | Honda        | +40 s 020       | 11     |
| 6    | Jorge Martínez     | Aprilia      | +40 s 040       | 10     |
| 7    | Mirko Giansanti    | Honda        | +59 s 415       | 9      |
| 8    | Gino Borsoi        | Yamaha       | +1 min 01 s 314 | 8      |
| 9    | Masaki Tokudome    | Aprilia      | +1 min 03 s 505 | 7      |
| 10   | Enrique Maturana   | Yamaha       | +1 min 04 s 228 | 6      |
| 11   | Angel Nieto Jr     | Aprilia      | +1 min 07 s 668 | 5      |
| 12   | Gianluigi Scalvini | Honda        | +1 min 14 s 204 | 4      |
| 13   | Ivan Goi           | Aprilia      | +1 min 15 s 843 | 3      |
| 14   | Alex Hofmann       | Yamaha       | +2 min 06 s 339 | 2      |
| 15   | Benny Jerzenbeck   | Honda        | +1 tour         | 1      |
| 16   | Klaus Nohles       | Honda        | +2 tours        |        |
| Abd. | Masao Azuma        | Honda        | Abandon         |        |
| Abd. | Tomomi Manako      | Honda        | Abandon         |        |
| Abd. | Emanuel Buchner    | Aprilia      | Abandon         |        |
| Abd. | Josep Sarda        | Honda        | Abandon         |        |
| Abd. | Kazuto Sakata      | Aprilia      | Abandon         |        |
| Abd. | Dirk Raudies       | Honda        | Abandon         |        |
| Abd. | Jaroslav Huleš     | Honda        | Abandon         |        |
| Abd. | Mark Stief         | Honda        | Abandon         |        |
| Abd. | Roberto Locatelli  | Honda        | Abandon         |        |
| Abd. | Youichi Ui         | Yamaha       | Abandon         |        |
| Abd. | Dirk Heidolf       | Honda        | Abandon         |        |
| Abd. | Oliver Perschke    | Honda        | Abandon         |        |
| Abd. | Noboru Ueda        | Honda        | Abandon         |        |
| Abd. | Garry McCoy        | Aprilia      | Abandon         |        |